# کارولین بلکیستن
کارولین بلکیستن (انگلیسی: Caroline Blakiston؛ زادهٔ ۱۳ فوریهٔ ۱۹۳۳) یک هنرپیشه اهل انگلستان است. وی از سال ۱۹۵۷ میلادی تاکنون مشغول فعالیت بوده‌است.

## بخشی از فیلمشناسی
از فیلم‌ها یا برنامه‌های تلویزیونی که وی در آن نقش داشته‌است می‌توان به آثار زیر اشاره کرد.

### سینمایی
| سال  | عنوان                      | نقش             | توضیحات |
| ---- | -------------------------- | --------------- | ------- |
| ۱۹۶۹ | مسیحی جادویی               |                 |         |
| ۱۹۷۱ | یکشنبه خونین یکشنبه (فیلم) | Rowing wife     |         |
| ۱۹۸۳ | بازگشت جدای                | Mon Mothma      |         |
| ۱۹۸۷ | پروتوکل چهارم (فیلم)       | Angela Berenson |         |

## تلویزیونی
| سال       | عنوان                           | نقش                 | توضیحات                                     |
| --------- | ------------------------------- | ------------------- | ------------------------------------------- |
| ۱۹۷۸      | بینوایان (فیلم ۱۹۷۸)            | Madame Thenardier   | تله‌فیلم                                     |
| ۱۹۸۷      | خانم مارپل (مجموعه تلویزیونی)   | Bess Sedgwick       | قسمت: "At Bertram's Hotel"                  |
| ۲۰۰۹      | آدمکشان میدسامر                 | Hilary Compton      | قسمت S12:E08 Small Mercies                  |
| ۲۰۱۲      | شهر هالبی                       | Kathleen Pennington | قسمت: "Through the Darkness"                |
| ۲۰۱۳      | پوآرو                           | Julia Carstairs     | قسمت: "Elephants Can Remember"              |
| ۲۰۱۵–۲۰۱۸ | پولدارک (مجموعه تلویزیونی ۲۰۱۵) | Aunt Agatha         | 26 قسمت                                     |
| ۲۰۱۶      | آدمکشان میدسامر                 | Sylvia Lennard      | قسمت: "The Village that Rose from the Dead" |